# 임한경
임한경(1910년 2월 10일 ~ 1980년 11월 11일)은 제4대 서울고등법원장을 역임한 법조인이다.

## 생애
1913년 2월 10일 경기도 개성에서 태어나 개성 만월공립 심상소학교, 경성 제1고등보통학교, 경성제국대학 법학과를 졸업하고 대학원에서 상법을 공부하다가 그만 두고 1938년 11월 일본 고등 문관시험에 합격해 28세에 판사에 임명되어 재판을 하다가 광복과 함께 서울지방법원 판사와 법전편찬위원회 위원, 대전지방법원장, 서울지방법원장, 서울고등법원장을 역임했다. 서울지방법원장에 재직하다 1958년 11월 6일 법관 연임이 만료되었음에도 발령이 나지 않자 법관에서 사퇴할 것을 고려했지만 만료일에 서울고등법원장에 임명되어 서울고등법원장에 재직 중이던 1960년 11월에 신병을 이유로 사퇴했다.
공직에서 물러난 이후 변호사 개업을 하였으며 서울변호사회 회장과 한국신문윤리위원회 위원장을 역임한 임한경은 1980년 11월 11일 오후5시30분에 서울시 종로구 충신동 44 자택에서 사망했다.
김선태 의원이 구속되자 국회가 석방 결의안을 채택하였고 이에 구속적부심 재판장을 맡은 임한경은 이승만 정부가 해석을 말하면서 석방 불가 입장을 밝혔음에도 헌법 조문을 해석하지 않고 "석방 결의가 있으면 구속집행을 정지한다"는 조문에 충실하여 "구속영장의 집행을 정지하고 석방을 결정"하였다.